# Actinopus simoi
Espèce
Actinopus simoi est une espèce d'araignées mygalomorphes de la famille des Actinopodidae.

## Distribution
Cette espèce est endémique d'Uruguay. Elle se rencontre dans les départements de Maldonado et de Canelones.

## Description
Le mâle holotype mesure 12,20 mm et la femelle paratype 16,20 mm.

## Étymologie
Cette espèce est nommée en l'honneur de Miguel Simó Núñez.

## Publication originale
- Ríos-Tamayo, 2019 : Four new species of Actinopus (Mygalomorphae: Actinopodidae) from Uruguay. Zootaxa, no 4624(4), p. 523-538.